# Carl Hummel (Landschaftsmaler)

Carl Hummel, Porträt von Samuel Friedrich Diez (1850)

Carl Maria Nicolaus Hummel (* 31. August 1821 in Weimar; † 16. Juni 1906 ebenda) war ein deutscher Landschaftsmaler, Lithograf und Radierer.

## Leben
Hummel war ein Sohn aus der Ehe des Komponisten Johann Nepomuk Hummel mit Elisabeth Röckel. Er wurde zunächst durch den Kupferstecher Carl August Schwerdgeburth ausgebildet und studierte von 1834 bis 1841 unter Friedrich Preller an der Fürstlichen freien Zeichenschule Weimar. Gemeinsam mit Preller, mit dem er auch Studienreisen nach England, Rügen und später nach Tirol unternahm, und dem Maler Ferdinand Konrad Bellermann (1814–1889) und seinem Mitschüler Sixtus Armin Thon (1817–1901) unternahm er um 1840 eine Reise nach Norwegen und ließ sich anschließend in Weimar nieder. Er bereiste von 1842 bis 1846 Italien und Sizilien, lebte 1855 in der Villa Carlotta am Comer See und erteilte in den Jahren 1855 bis 1856 der Herzogin Helene von Orleans (24. Januar 1814–18. Mai 1858) Malunterricht in Eisenach. Er kehrte anschließend wieder nach Weimar zurück, wo er 1860 Professor an der neu gegründeten Großherzoglich-Sächsischen Kunstschule wurde.
Seine Öl- und Aquarellbilder, zeigen zumeist Landschaften, die den Tiroler und italienischen Alpen entnommen sind. Sie zeichnen sich durch ein feines Naturgefühl und romantisch-poetische Auffassung aus. Viele seiner Arbeiten kamen in Privatbesitz. Auch in den Museen von Berlin, Leipzig, Meiningen, Sankt Petersburg, Stuttgart und Weimar befinden sich Bilder von ihm. So kam unter anderem das Aquarellbild Die Gärten der Armida ins Schloss zu Weimar. Er schuf zudem eine große Anzahl landschaftlicher Radierungen. Hummel schuf insgesamt drei Versionen von den Zaubergärten der Armida. 1861 hatte er einen Auftrag des Großherzogs Carl Alexander von Sachsen-Weimar-Eisenach erhalten dieses Gemälde für das Residenzschloss in Weimar anzufertigen. Der Herzog soll ihm während der Entstehung des Werkes, die entsprechenden Stellen aus dem 1574 vollendeten Versepos Das befreite Jerusalem von Torquato Tasso (1544–1595) vorgelesen haben, der im Jahr 1099 zur Zeit der christlichen Belagerung Jerusalems spielt. Die Zauberin Armida versucht hier den Ritter Rinaldo für sich zu gewinnen, was ihr jedoch nicht gelingt.

## Familie
Hummel heiratete am 15. August 1845 in Weimar Alexandra (geborene Völkel, * 10. März 1825 in Weimar; † 4. Juli 1911 ebenda), eine Tochter des Juristen Julius Adolf Völkel (1780–1846), der als Geheimsekretär im Kabinett von Großherzogin Maria Pawlowna tätig war. Sie feierten im Jahr 1905 im Beisein vieler prominenter Gäste ihre diamantene Hochzeit. Das Paar hatte drei Söhne:
- Wilhelm Hummel (28. Juli 1862–14. November 1934) wurde Chemiker

Hummel wurde in dem Familiengrab auf dem Hauptfriedhof in Weimar beigesetzt.

## Werke (Auswahl)

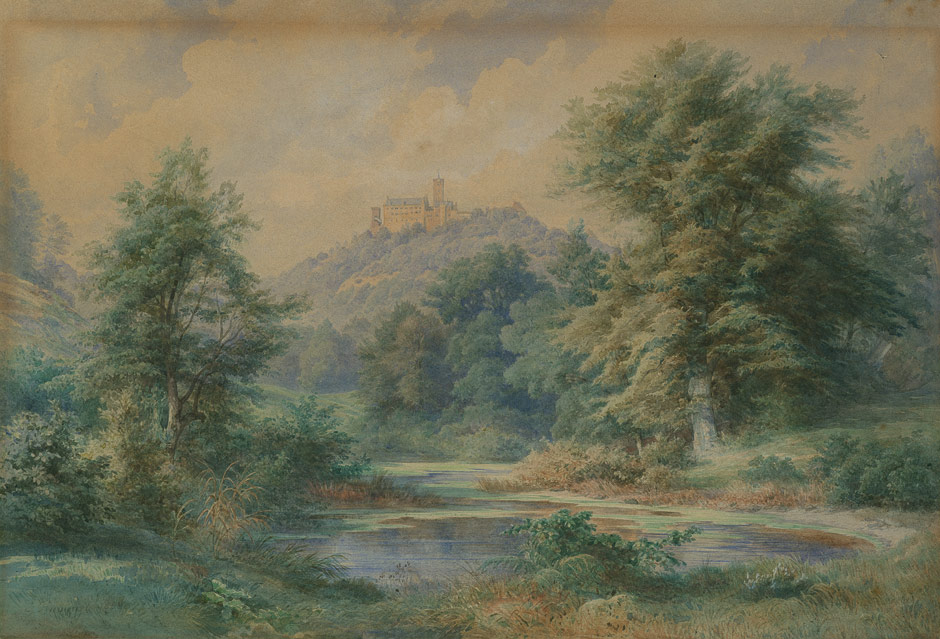
Blick auf die Wartburg 1858

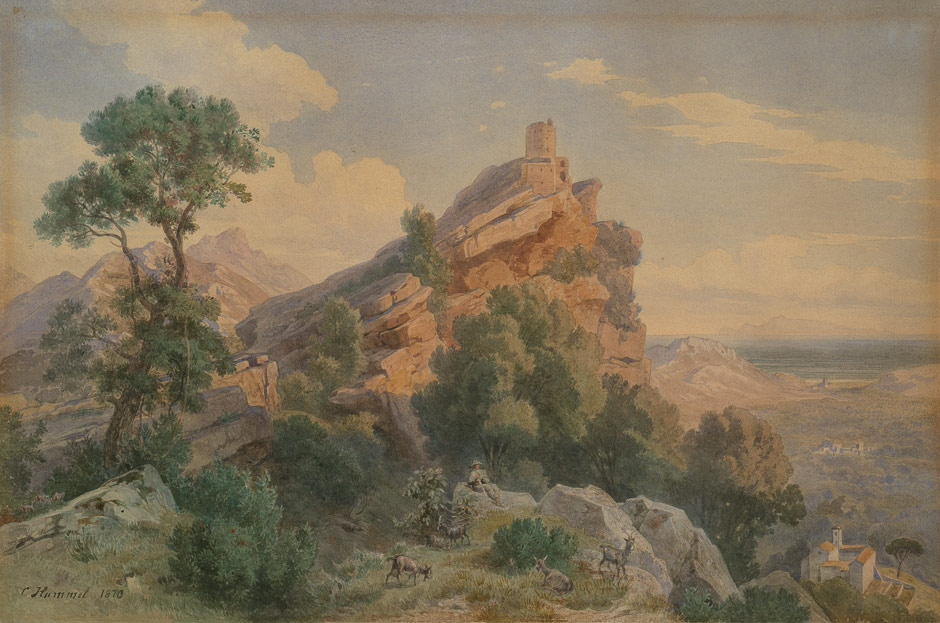
Turm des Seneca auf Korsika

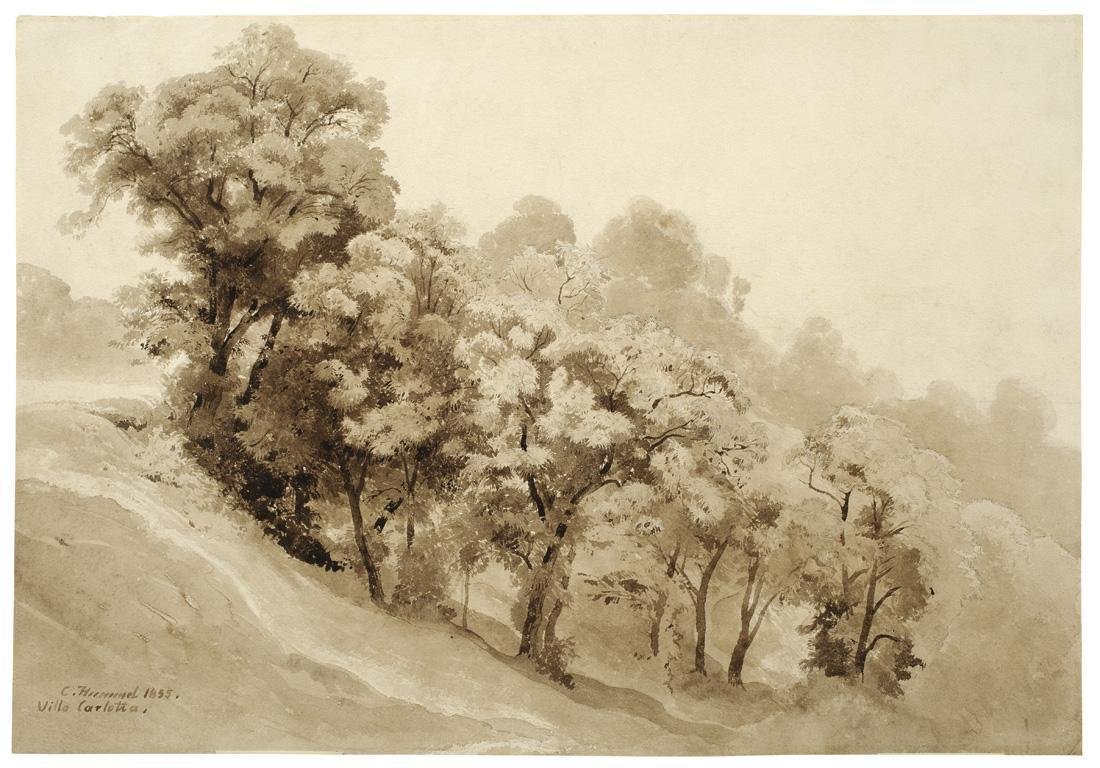
Im Park der Villa Carlotta 1855

Einige seiner Werke sind in Hans F. Schweers Katalog verzeichnet.
- Preller mit Malerfreunden beim Fischfang in Norwegen (1840, Öl auf Pappe) Alte Nationalgalerie Berlin[7]
- Campagnalandschaft am Abend (1845)
- Der Hainteich in Eisenach mit Blick auf die Wartburg (1848)
- Der Kochelfall im Riesengebirge (1848)
- Gegend am Brienzer See oder Aussicht über den Brienzer See gegen Interlaken (1858) städtisches Museum in Leipzig
- Klein-Sassen in der Rhön (1859)
- Waldinneres (1859)
- Bucht von Palermo (1865) und Landschaft an der Ilm in Thüringen (1897) beide Nationalgalerie Kassel
- Das Kloster Nothgottes bei Rüdesheim (1868)
- Ansicht von Taormina (1872, Öl auf Leinwand) Alte Nationalgalerie Berlin[8]
- Lichtenberg mit Ostheim vor der Rhön
- Landschaft mit Blick auf die Wartburg (1879)
- Villa Carlotta am Comer See
- Civita Castelana bei Rom
- Bucht von Palermo
- Turm des Seneca auf Korsika
- Der Kellersee in Holstein (1884)
- Klosterruine bei Hude (1887)
- Der Raub des Hylas

Radierungen
- Schloß Tiefurt Radierung nach Carl Holdermann[9]

Ein beschreibendes Verzeichnis seiner Radierungen und Lithografien aus den Jahren 1837 bis 1892 erschien anlässlich seiner diamantenen Hochzeit als Sonderheft im Druck. Es wurde vom Hofrat Carl Ruland aufgrund der im Großherzoglichen Museum Weimar vorhandenen Werke Hummels zusammengestellt und herausgegeben.

## Ausstellungen (Auswahl)
- Johann Nepomuk Hummel – Komponist der Goethe-Zeit und sein Sohn Carl – Landschaftsmaler des späten Weimar – eine Ausstellung im Goethe-Museum Düsseldorf, Anton-und-Katharina-Kippenberg-Stiftung, vom 27. August bis 31. Oktober 1971.[11]
- Carl Hummel 1821–1907. Landschaftsmaler aus Weimar in der Städtischen Galerie in der Reithalle, Paderborn – Schloss Neuhaus, 2. Juli bis 30. Oktober 2005.[12]
- Carl Hummel Werke aus dem Nachlass des Künstlers. 13. Dezember 2017 bis 3. Februar 2018 in der Galerie Grisebach, Berlin.[13]
- Weitblick – Städtisches Museum Braunschweig und Kulturen der Welt. vom 31. Oktober 2017 bis 20. Februar 2018 im Städtischen Museum Braunschweig, Haus am Löwenwall[3]